# Thỏ đầm lầy
Thỏ đầm lầy (danh pháp hai phần: Sylvilagus aquaticus) là một loài động vật có vú trong họ Leporidae, bộ Thỏ. Loài này được Bachman mô tả năm 1837.
Thỏ đầm lầy được tìm thấy ở phần lớn miền nam miền trung Hoa Kỳ và dọc theo bờ biển Vịnh. Chúng có nhiều nhất ở Alabama, Mississippi và Louisiana, nhưng cũng sinh sống ở Nam Carolina, Tennessee, Texas, Oklahoma, Arkansas, Missouri, Kansas, Kentucky, Illinois, Indiana và Georgia.
Thỏ đầm lầy chủ yếu sống gần vùng nước thấp, thường ở đầm lầy cây bách, đầm lầy, đồng bằng ngập nước và các nhánh sông. Thỏ đầm lầy dành phần lớn thời gian của chúng trong những hố trũng mà chúng đào trên cỏ hoặc lá cao, che chở trong khi chúng chờ đến đêm để tìm thức ăn. 

## Hình ảnh

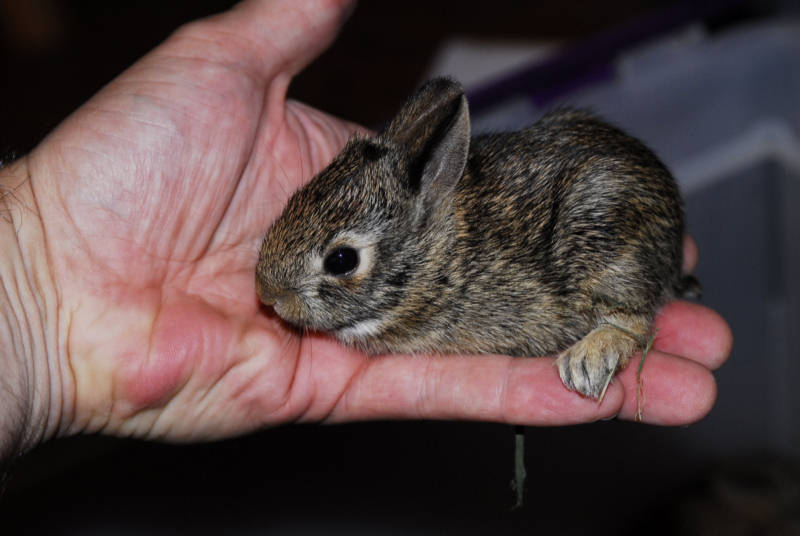
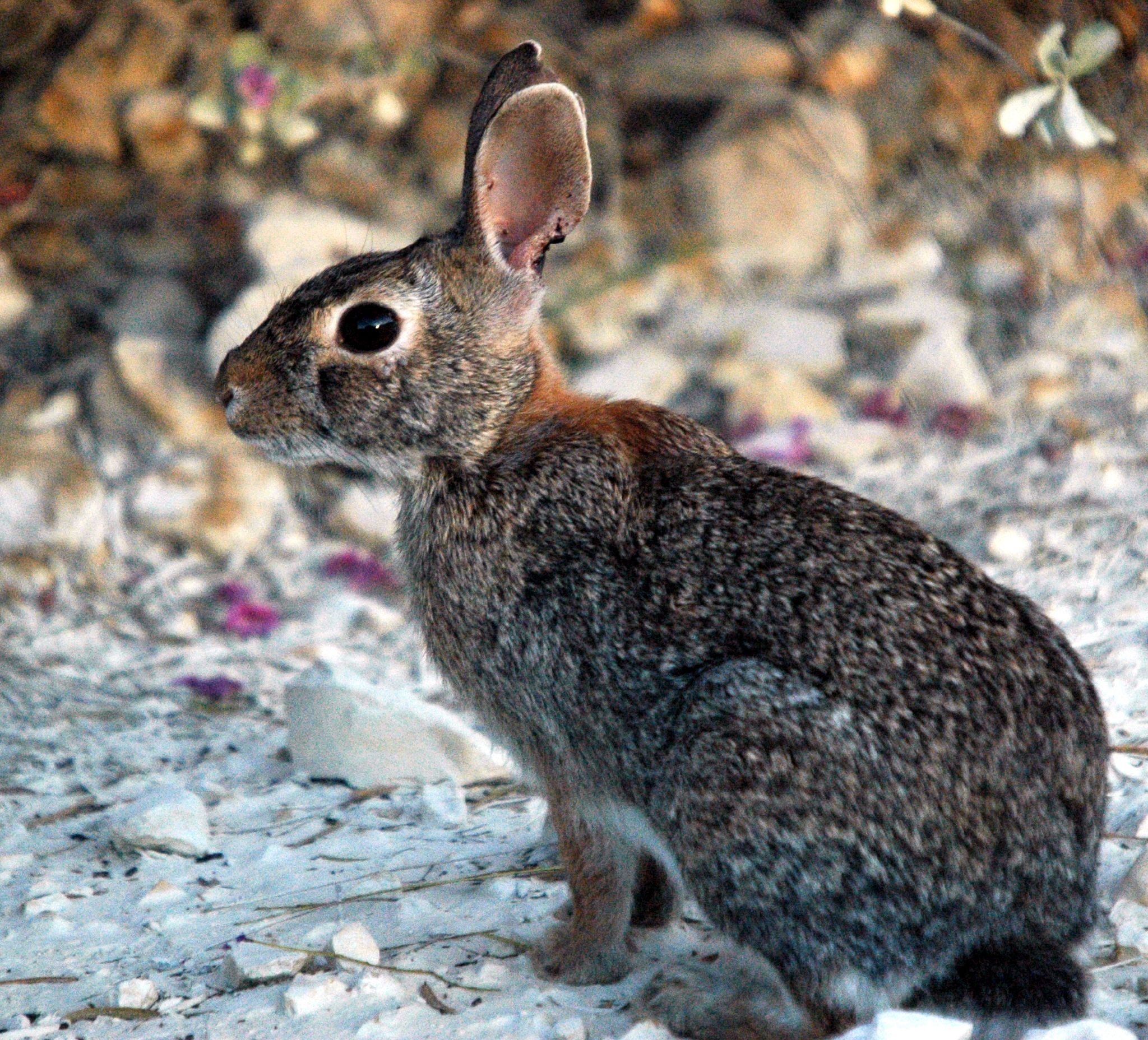
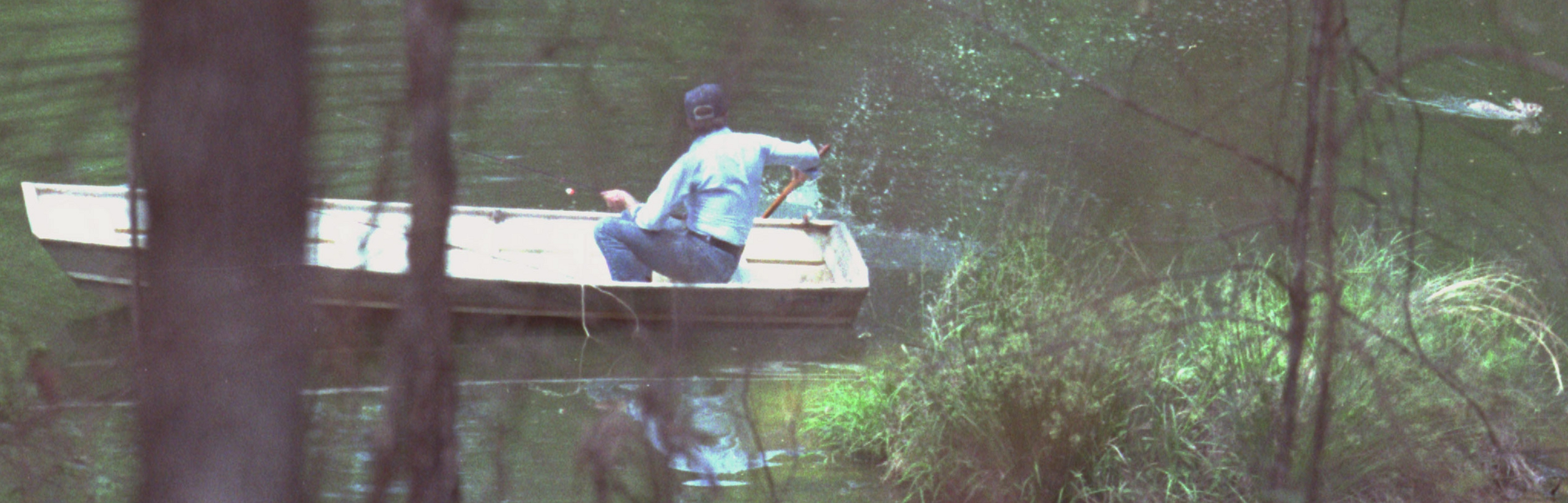
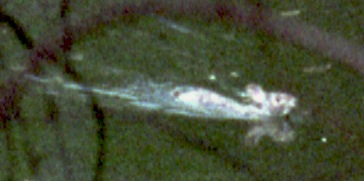